# The Santa Clause 2
The Santa Clause 2, também conhecido como The Santa Clause 2: The Mrs. Clause (no Brasil: Meu Papai é Noel 2 e Santa Cláusula 2 - Sarilhos no Natal em Portugal) é um filme estadunidense de fantasia e comédia romântica de Natal lançado em 2002, dirigido por Michael Lembeck, estrelando Tim Allen. É a sequência de The Santa Clause de 1994 e é seguido por The Santa Clause 3: The Escape Clause de 2006. Foi filmado nas cidades canadenses de Vancouver e Calgary. Todos os atores principais do primeiro filme reprisam seus papéis, com exceção de Peter Boyle, que retorna interpretando um personagem secundário diferente. De acordo com a Box Office Mojo, o filme custou cerca de $65 milhões para fazer e ganhou aproximadamente $139 milhões no mercado doméstico (EUA e Canadá) de bilheteria.

## Sinopse
Após 8 anos ocupando o posto de Papai Noel, Scott Calvin é considerado a pessoa mais indicada para o cargo. Entretanto, Scott enfrenta problemas. Além de estar perdendo peso inexplicavelmente, seu filho Charlie entrou neste ano para a lista dos meninos maus, que não receberão presente no próximo Natal. Preocupado, Scott decide voltar para casa para saber o que está acontecendo com Charlie, deixando em seu lugar um substituto. Porém, logo após a viagem de Scott o Papai Noel temporário começa a tomar medidas arbitrárias, que modificam com as definições de bom e mau para os garotos e pode acabar estragando o próprio Natal.

## Elenco
- Tim Allen como Santa Claus/Scott Calvin/Toy Santa
- Eric Lloyd como Charlie Calvin
- Elizabeth Mitchell como Carol Newman
- Wendy Crewson como Laura Miller
- Judge Reinhold como Dr. Neil Miller
- Liliana Mumy como Lucy Miller
- David Krumholtz como Bernard the Arch-elf
- Spencer Breslin como Curtis
- Danielle Woodman como Abby o Elfo
- Aisha Tyler como Mãe Natureza
- Peter Boyle como Pai do Tempo; Boyle também foi no primeiro filme interpretando o chefe de Scott.
- Jay Thomas como the Coelinho da Páscoa
- Kevin Pollak como Cupido
- Art LaFleur como Fada do Dente (o Molinator / referência a The Terminator)
- Michael Dorn como João Pestana
- Molly Shannon como Tracy
- Victor Brandt como Reindeer
- Bob Bergen como Comet (voz)
- Kath Soucie como Chet (voz)

## Trilha Sonora
Data de Lançamento Original: 1 de novembro de 2002
- 1. Everybody Loves Christmas - Eddie Money
- 2. Santa Claus Lane - Hilary Duff
- 3. Santa's Got A Brand New Bag - SHeDAISY
- 4. Jingle Bells - Brian Setzer
- 5. Run Rudolph Run - Chuck Berry
- 6. 'Zat You, Santa Claus? - Louis Armstrong
- 7. Santa Claus Is Coming to Town - Smokey Robinson & the Miracles
- 8. Blue Holiday - The Shirelles
- 9. Unwritten Christmas - Unwritten Law & Sum 41
- 10. I'm Gonna Lasso Santa Claus - Brenda Lee
- 11. Santa Claus Is Coming to Town - Steve Tyrell
- 12. Grandma Got Run Over by a Reindeer - Elmo & Patsy

## Resposta da crítica
The Santa Clause 2 recebeu críticas mistas dos críticos, ganhando 54% rating "podre" aprovação crítico de classificação Rotten Tomatoes, em oposição aos 80% "certificado fresco" do primeiro filme. Consenso do site é que "Embora seja inofensiva como entretenimento para a família e tem momentos de charme, The Santa Clause 2 também é previsível e esquecível."